# The Super Meteors Corporation
The Super Meteors Corporation es un proveedor de servicios de baloncesto de la Amateur Athletic Union (AAU) para niños y adolescentes en los Estados Unidos.

## Historia
The Super Meteors Corporation tiene sus raíces en Cambridge, Massachusetts, donde se estableció inicialmente como un equipo local de baloncesto AAU.  Fundada por Xiang "Leo" Liu en 2022, la corporación ha ampliado desde entonces sus operaciones con 20 sucursales en 12 estados.
The Super Meteors Corporation está constituida en Casper, WY y tiene su sede en Boston, MA.  La organización, que opera bajo el lema Más que Sólo Deporte, subraya tanto la naturaleza competitiva del baloncesto como los valores vitales más amplios que transmite a sus jóvenes participantes.